# Bothrops otavioi
Espèce
Bothrops otavioi est une espèce de serpents de la famille des Viperidae.

## Répartition
Cette espèce est endémique de l'État de São Paulo au Brésil. Elle a été découverte à Ilhabela.

## Étymologie
Cette espèce est nommée en l'honneur de Otávio Augusto Vuolo Marques.

## Publication originale
- Barbo, Grazziotin, Sazima, Martins & Sawaya, 2012 : A New and Threatened Insular Species of Lancehead from Southeastern Brazil. Herpetologica, vol. 68, no 3, p. 418-429.